# Heinrich Deubel
Heinrich Deubel  (* 19. Februar 1890 in Ortenburg; † 2. Oktober 1962 in Dingolfing) war ein deutscher SS-Oberführer und Zollbeamter sowie Lagerkommandant der Konzentrationslager Dachau und Columbia-Haus.

## Leben
Deubel, Sohn eines Briefträgers, wurde nach dem Besuch der Volks- und Realschule Berufssoldat mit einer Dienstzeit von zwölf Jahren. Er besuchte ab 1906 die Unteroffiziersschule Fürstenfeldbruck und war ab 1909 Angehöriger des 16. Bayrischen Infanterieregiments. Deubel diente im Ersten Weltkrieg als Soldat und verbrachte, nachdem er am 14. Juli 1916 in britische Kriegsgefangenschaft geraten war, mehrere Jahre in britischen Kriegsgefangenenlagern. Nach seiner Entlassung Ende November 1918 aus der Kriegsgefangenschaft kehrte er nach Passau zurück, wurde im Rang eines Leutnants am 6. Dezember 1919 aus der Armee entlassen und trat dem Deutschvölkischen Schutz- und Trutzbund bei. 1920 nahm er als Mitglied einer paramilitärischen Organisation am Kapp-Putsch teil.
Ab Mai 1920 arbeitete er als Zollbeamter beim Hauptzollamt Passau in der Reichszollverwaltung. Bis 1924 wurde er zum Zollsekretär befördert. Anfang der 1920er Jahre gehörte er zu den Gründungsmitgliedern der NSDAP in Passau. Nach dem vorübergehenden NSDAP-Verbot trat er der Partei zum 8. August 1925 erneut bei (Mitgliedsnummer 14.178). Seine Heirat erfolgte 1927. Am 31. August 1926 wurde er ein SS-Mitglied der „ersten Stunde“ (SS-Nummer 186). Von Ende Oktober 1928 bis Ende Januar 1931 war er Kommandeur der 31. SS-Standarte Niederbayern und danach Leiter der SS-Brigade Bayern-Ost sowie der 31. SS-Standarte.
Vom 10. Dezember 1934 bis zum 31. März 1936 war er Lagerkommandant des Konzentrationslagers Dachau. Seine frühe Ablösung beruhte auf der relativ humanen Behandlung der KZ-Häftlinge und stand auch in Zusammenhang mit Unterschlagungen und Amtsanmaßung. Sein Nachfolger auf diesem Posten war Hans Loritz. Er wurde unverzüglich als Lagerkommandant in das KZ Columbia-Haus versetzt, bis er am 22. September 1936 aufgrund von Intrigen (Deubel galt als zu „weich“) erneut von diesem Posten entbunden wurde. Max Koegel, Deubels Adjutant, übernahm bis zur Auflösung des „KZ Columbia-Haus“ im November 1936 kommissarisch dessen Leitung. Offiziell schied Deubel am 31. März 1937 aus dem Konzentrationslagerdienst aus und war danach wieder beim Zoll tätig, ohne die dort erworbenen Beamtenprivilegien während seiner hauptamtlichen Tätigkeit bei der SS aufgegeben zu haben.  Deubel erreichte 1939 die Position eines Oberzollinspekteurs und wurde 1941 zum Bezirkszollkommissar befördert. Ab 1941 führte Deubel als Oberleutnant eine Genesendenkompanie und wurde später noch als Zollgrenzschutzführer in Frankreich eingesetzt.
Von 1927 bis etwa 1932 hatte Deubel mit seiner Familie als Mieter im Hause der Dingolfinger Familie Markmiller gelebt. Im Jahr 1948 gab Maria Markmiller eine entlastende eidesstattliche Erklärung ab, wonach Deubel bei einem späteren Besuch in Dingolfing auf Markmillers Bitten inhaftierte Kommunisten aus Dachau in die Freiheit entlassen und sich von der Gewalt im Lager Dachau verbal distanziert habe.
Nach Ende des Zweiten Weltkrieges war Deubel von 1945 bis 1948 interniert. Von der bundesdeutschen Justiz wurde Deubel nicht zur Verantwortung gezogen, da ein gegen ihn laufendes Strafverfahren wegen Beteiligung an nationalsozialistischen Gewaltverbrechen im KZ Dachau eingestellt wurde. Deubel führte danach ein unauffälliges Leben und starb im Oktober 1962.

## Auszeichnungen
| Deubels SS-Ränge | Deubels SS-Ränge    |
| Datum            | Rang                |
| ---------------- | ------------------- |
| 31. August 1926  | SS-Scharführer      |
| 30. Oktober 1928 | SS-Sturmbannführer  |
| 1. Februar 1931  | SS-Standartenführer |
| 9. November 1934 | SS-Oberführer       |

- Eisernes Kreuz I. und II. Klasse